# Tibor Hottovy
Tibor Hottovy, född 15 september 1923 i Budapest, död 3 december 2017, var en ungersk-svensk arkitekt.
Hottovy avlade arkitektexamen vid tekniska högskolan i Budapest 1945. Han var verksam i Köpenhamn 1945–1946 och vid det ungerska kommunikationsdepartementet 1947–1956. Han lämnade därefter Ungern och kom till Sverige, där han var anställd på Hans Åkerblads arkitektkontor i Stockholm 1957–1965 och vid Statens institut för byggnadsforskning från 1965 till pensioneringen 1988. Han invaldes som extern ledamot av Ungerska vetenskapsakademien (MTA) 1990.